# Марк Россе
Марк Россе (фр. Marc Rosset) — колишній швейцарський тенісист-професіонал, олімпійський чемпіон, переможець Відкритогр чемпіонату Франції в парному розряді. Найвищу одиночну позицію світового рейтингу — 9 місце досяг 11 вересня 1995, парну — 8 місце — 2 листопада 1992 року. Здобув 15 одиночних та 8 парних титулів.
Завершив кар'єру 2005 року.

## Кар'єра
За часів юніорської кар'єри, найвищого рейтингу досяг у 1988 зайнявши четверту сходинку.
Виступи на дорослому рівні розпочав в 1988 році і вже в наступному році виграв свій перший турнір у Женеві в одиночному розряді. Перший успіх в парних змаганнях прийшов на тому ж турнірі в Женеві двома роками пізніше (в парі з Серхі Бругерою).
Найвдалішим роком для Россе став 1992. Спочатку в липні в парі з Якобом Гласеком виграв Відкритий чемпіонат Франції з тенісу. А в серпні того ж року на літній Олімпіаді в Барселоні виборов золоту нагороду. На шляху до фіналу він переміг таких знаних опонентів, як Джим Кур'є, Горан Іванишевич, Вейн Ферейра та Еміліо Санчес. У фіналі ж Марк зустрічався з місцевим тенісистом Хорді Арресе і переміг у наднапруженому поєдинку з п'яти сетів із рахунком 7-6,6-4,3-6,4-6,8-6. В тому ж 1992 році Россе був учасником фінального поєдинку Кубка Девіса у складі збірної Швейцарії. Але швейцарці, незважаючи на перемогу Марка в одиночному протистоянні з першою ракеткою світу на той час Джимом Кур'є, програли американцям.
Всього за кар'єру Марк Россе виграв 15 турнірів в одиночному і 8 — в парному розряді. Марк виграв хоча б один турнір на кожному з основних покриттів.

## Загальна статистика

### Фінали турнірів Великого шолома

#### Парний розряд: 1 (1 перемога)
| Результат | Рік  | Турнір                      | Покриття | Партнер     | Суперник                       | Рахунок                 |
| --------- | ---- | --------------------------- | -------- | ----------- | ------------------------------ | ----------------------- |
| Перемога  | 1992 | Відкритий чемпіонат Франції | Ґрунт    | Якоб Гласек | Девід Адамс Андрій Ольховський | 7–6(7–4), 6–7(3–7), 7–5 |

### Олімпійські Ігри

#### Одиночний розряд: 1 (1 золота)
| Результат | Рік  | Турнір         | Покриття | Суперник     | Рахунок                      |
| --------- | ---- | -------------- | -------- | ------------ | ---------------------------- |
| Перемога  | 1992 | Барселона 1992 | Ґрунт    | Хорді Арресе | 7–6(7–2), 6–4, 3–6, 4–6, 8–6 |

## Фінали за кар'єру

### Одиночний розряд: 23 (15–8)
| Перемога - Легенда                |
| --------------------------------- |
| Великий шлем (0–0)                |
| Tennis Masters Cup (0–0)          |
| Золота олімпійська нагорода (1–0) |
| Серія Мастерс ATP (0–1)           |
| Серія турнірів ATP (2–3)          |
| Тур ATP (12–4)                    |

| Фінали by surface |
| ----------------- |
| Тверде (4–3)      |
| Ґрунт (3–2)       |
| Трава (1–0)       |
| Килим (7–3)       |

| Результат | Ранг | Дата     | Турнір                               | Покриття   | Суперник               | Рахунок                      |
| --------- | ---- | -------- | ------------------------------------ | ---------- | ---------------------- | ---------------------------- |
| Перемога  | 1.   | Вер 1989 | Женева, Швейцарія                    | Ґрунт      | Гільєрмо Перес Рольдан | 6–4, 7–5                     |
| Поразка   | 1.   | Кві 1990 | Мадрид, Іспанія                      | Ґрунт      | Андрес Гомес           | 3–6, 6–7(3–7)                |
| Поразка   | 2.   | Тра 1990 | Болонья, Італія                      | Ґрунт      | Річард Фромберг        | 6–4, 4–6, 6–7(5–7)           |
| Перемога  | 2.   | Жов 1990 | Ліон, Франція                        | Килим (i)  | Матс Віландер          | 6–3, 6–2                     |
| Перемога  | 3.   | Сер 1992 | Літні Олімпійські ігри 1992, Іспанія | Ґрунт      | Хорді Арресе           | 7–6(7–2), 6–4, 3–6, 4–6, 8–6 |
| Перемога  | 4.   | Лис 1992 | Москва, Росія                        | Килим (i)  | Карл-Уве Стіб          | 6–3, 6–2                     |
| Перемога  | 5.   | Лют 1993 | Марсель, Франція                     | Килим (i)  | Ян Сімерінк            | 6–2, 7–6(7–1)                |
| Перемога  | 6.   | Сер 1993 | Лонг-Айленд, США                     | Тверде     | Майкл Чанг             | 6–4, 3–6, 6–1                |
| Перемога  | 7.   | Лис 1993 | Москва, Росія                        | Килим (i)  | Патрік Кюнен           | 6–4, 6–3                     |
| Перемога  | 8.   | Лют 1994 | Марсель, Франція                     | Килим (i)  | Арно Боеч              | 7–6(8–6), 7–6(7–4)           |
| Поразка   | 3.   | Сер 1994 | Нью-Гейвен, США                      | Тверде     | Борис Бекер            | 3–6, 5–7                     |
| Перемога  | 9.   | Жов 1994 | Ліон, Франція                        | Килим (i)  | Джим Кур'є             | 6–4, 7–6(7–2)                |
| Поразка   | 4.   | Лис 1994 | Париж, Франція                       | Килим (i)  | Андре Агассі           | 3–6, 3–6, 6–4, 5–7           |
| Перемога  | 10.  | Кві 1995 | Ніцца, Франція                       | Ґрунт      | Євген Кафельников      | 6–4, 6–0                     |
| Перемога  | 11.  | Чер 1995 | Галле, Німеччина                     | Трава      | Міхаель Штіх           | 3–6, 7–6(13–11), 7–6(10–8)   |
| Поразка   | 5.   | Бер 1996 | Мілан, Італія                        | Килим (i)  | Горан Іванишевич       | 3–6, 6–7(3–7)                |
| Перемога  | 12.  | Лют 1997 | Антверпен, Бельгія                   | Тверде (i) | Тім Генман             | 6–2, 7–5, 6–4                |
| Поразка   | 6.   | Вер 1997 | Ташкент, Узбекистан                  | Тверде     | Тім Генман             | 6–7(2–7), 4–6                |
| Поразка   | 7.   | Лют 1998 | Санкт-Петербург, Росія               | Килим (i)  | Ріхард Крайчек         | 4–6, 6–7(5–7)                |
| Поразка   | 8.   | Лют 1998 | Антверпен, Бельгія                   | Тверде     | Грег Руседскі          | 6–7(3–7), 6–3, 1–6, 4–6,     |
| Перемога  | 13.  | Лют 1999 | Санкт-Петербург, Росія               | Килим (i)  | Давід Пріносіл         | 6–3, 6–4                     |
| Перемога  | 14.  | Лют 2000 | Марсель, Франція                     | Тверде (i) | Роджер Федерер         | 2–6, 6–3, 7–6(7–5)           |
| Перемога  | 15.  | Лют 2000 | Лондон, Велика Британія              | Тверде (i) | Євген Кафельников      | 6–4, 6–4                     |

### Досягнення в одиночних змаганнях
| W | Ф | ПФ | ЧФ | #Р | КТ | К# | DNQ | A | NH |

| Турнір                                 | 1988  | 1989  | 1990  | 1991  | 1992  | 1993  | 1994  | 1995  | 1996  | 1997  | 1998  | 1999  | 2000  | 2001  | 2002  | 2003  | 2004  | 2005  | Career SR |
| -------------------------------------- | ----- | ----- | ----- | ----- | ----- | ----- | ----- | ----- | ----- | ----- | ----- | ----- | ----- | ----- | ----- | ----- | ----- | ----- | --------- |
| Турніри Великого шолома                |       |       |       |       |       |       |       |       |       |       |       |       |       |       |       |       |       |       |           |
| Відкритий чемпіонат Австралії з тенісу |       |       | 1р    | 1р    | 4р    |       | 3р    | 1р    |       | 2р    | 2р    | ЧФ    | 2р    | 2р    |       | 1р    |       |       | 0 / 11    |
| Відкритий чемпіонат Франції з тенісу   |       |       | 2р    | 1р    | 1р    | 2р    | 1р    | 2р    | ПФ    | 4р    | 1р    | 1р    | 2р    | 1р    |       | 1р    |       |       | 0 / 13    |
| Вімблдонський турнір                   |       |       | 3р    | 1р    | 3р    | 1р    | 2р    | 1р    | 3р    | 2р    | 2р    | 2р    | 4р    | 1р    | 2р    | 1р    |       |       | 0 / 14    |
| Відкритий чемпіонат США з тенісу       |       |       | 1р    | 1р    | 1р    | 1р    | 3р    | 4р    | 1р    | 1р    | 1р    | 1р    | 2р    | 1р    | 1р    |       |       |       | 0 / 13    |
| Великий Шлем SR                        | 0 / 0 | 0 / 0 | 0 / 4 | 0 / 4 | 0 / 4 | 0 / 3 | 0 / 4 | 0 / 4 | 0 / 3 | 0 / 4 | 0 / 4 | 0 / 4 | 0 / 4 | 0 / 4 | 0 / 2 | 0 / 3 | 0 / 0 | 0 / 0 | 0 / 51    |
| Masters Series                         |       |       |       |       |       |       |       |       |       |       |       |       |       |       |       |       |       |       |           |
| Індіан-Веллс                           | NME   | NME   |       | 2р    | 1р    | ЧФ    | 3р    |       | 1р    | 3р    | 1р    |       |       | 1р    |       |       |       |       | 0 / 7     |
| Відкритий чемпіонат Маямі з тенісу     | NME   | NME   | 1р    | ЧФ    | 3р    | 4р    | 3р    |       | 4р    | 2р    | 3р    | 2р    | 1р    | 1р    | 1р    |       |       |       | 0 / 12    |
| Монте-Карло                            | NME   | NME   | ЧФ    | 1р    | 3р    | 3р    | 1р    | 3р    | 1р    | 2р    | 1р    | 1р    | 1р    | 1р    |       |       |       |       | 0 / 12    |
| Рим                                    | NME   | NME   |       | 1р    | 3р    | 3р    | 1р    | 1р    | 3р    | 3р    |       | 1р    | 1р    |       |       |       |       |       | 0 / 9     |
| Гамбург                                | NME   | NME   |       | 1р    |       | 2р    | 1р    | ЧФ    | 3р    | 1р    | 1р    | 2р    | 3р    | 1р    |       |       |       |       | 0 / 10    |
| Мастерс Канада                         | NME   | NME   |       |       |       |       | 3р    | 2р    | 2р    |       |       |       | 1р    |       |       |       |       |       | 0 / 4     |
| Мастерс Цинциннаті                     | NME   | NME   |       |       | 1р    |       |       |       | 1р    |       |       |       | 1р    |       |       |       |       |       | 0 / 3     |
| Штутгарт (Стокгольм)                   | NME   | NME   | 3р    | 1р    |       | ПФ    | 3р    | 3р    | 2р    | 1р    | 1р    | 1р    | 2р    |       |       |       |       |       | 0 / 10    |
| Париж                                  | NME   | NME   | 3р    | 1р    | 1р    | 3р    | Ф     | 3р    | ЧФ    | 1р    | 3р    | 3р    | 3р    |       |       |       |       |       | 0 / 11    |
| Серія Мастерс SR                       | N/A   | N/A   | 0 / 4 | 0 / 7 | 0 / 6 | 0 / 7 | 0 / 8 | 0 / 6 | 0 / 9 | 0 / 7 | 0 / 6 | 0 / 6 | 0 / 8 | 0 / 4 | 0 / 1 | 0 / 0 | 0 / 0 | 0 / 0 | 0 / 78    |
| Рейтинг на кінець року                 | 474   | 45    | 22    | 60    | 35    | 16    | 14    | 15    | 22    | 31    | 31    | 46    | 28    | 119   | 101   | 122   | 214   | 1306  | N/A       |

### Парний розряд: 12 (8–3)
| Перемога - Легенда                |
| --------------------------------- |
| Великий шлем (1–0)                |
| Tennis Masters Cup (0–0)          |
| Золота олімпійська нагорода (0–0) |
| Серія Мастерс ATP (1–0)           |
| Серія турнірів ATP (0–0)          |
| Тур ATP (6–3)                     |

| Фінали by surface |
| ----------------- |
| Тверде (2–0)      |
| Ґрунт (4–3)       |
| Трава (0–0)       |
| Килим (2–0)       |

| Результат | Ранг | Дата     | Турнір                             | Покриття  | Партнер          | Суперники                          | Рахунок       |
| --------- | ---- | -------- | ---------------------------------- | --------- | ---------------- | ---------------------------------- | ------------- |
| Перемога  | 1.   | Вер 1991 | Женева, Швейцарія                  | Ґрунт     | Серхі Бругера    | Пер Генрікссон Ула Юнссон          | 3–6, 6–3, 6–3 |
| Перемога  | 2.   | Січ 1992 | Аделаїда, Австралія                | Тверде    | Горан Іванишевич | Марк Кратцманн Джейсон Столтенберг | 7–6, 7–6      |
| Перемога  | 3.   | Тра 1992 | Рим, Італія                        | Ґрунт     | Якоб Гласек      | Вейн Феррейра Марк Кратцманн       | 6–4, 3–6, 6–1 |
| Перемога  | 4.   | Чер 1992 | Відкритий чемпіонат Франції, Париж | Ґрунт     | Якоб Гласек      | Девід Адамс Андрій Ольховський     | 7–6, 6–7, 7–5 |
| Поразка   | 1.   | Чер 1992 | Штутгарт, Німеччина                | Ґрунт     | Хав'єр Санчес    | Гленн Леєндекер Байрон Талбот      | 6–4, 3–6, 4–6 |
| Перемога  | 5.   | Жов 1992 | Ліон, Франція                      | Килим (i) | Якоб Гласек      | Ніл Брод Стефан Крюґер             | 6–1, 6–3      |
| Перемога  | 6.   | Лип 1993 | Гштаад, Швейцарія                  | Ґрунт     | Седрік Пйолін    | Гендрік Ян Давідс Піт Норвал       | 6–3, 3–6, 7–6 |
| Поразка   | 2.   | Лип 1995 | Гштаад, Швейцарія                  | Ґрунт     | Арно Боеч        | Луїс Лобо Хав'єр Санчес            | 7–6, 6–7, 6–7 |
| Перемога  | 7.   | Жов 1997 | Базель, Швейцарія                  | Килим (i) | Тім Генман       | Карстен Браш Джим Грабб            | 7–6, 6–7, 7–6 |
| Перемога  | 8.   | Вер 1999 | Ташкент, Узбекистан                | Тверде    | Олег Огородов    | Марк Кейл Лоренцо Манта            | 7–6, 7–6      |
| Поразка   | 3.   | Лип 2004 | Гштаад, Швейцарія                  | Ґрунт     | Стен Вавринка    | Леандер Паес Давід Рікл            | 4–6, 2–6      |

### Командні змагання: 1 (1–2)
| Результат | Ранг | Дата         | Турнір                      | Покриття  | Партнери/Team                             | Суперники                                         | Рахунок  |
| --------- | ---- | ------------ | --------------------------- | --------- | ----------------------------------------- | ------------------------------------------------- | -------- |
| Поразка   | 1.   | грудень 1992 | Davis Cup, Fort Worth, US   | Килим (i) | Якоб Гласек Thierry Grin Клаудіо Медзадрі | Андре Агассі Джим Кур'є Джон Макінрой Піт Сампрас | 1–3      |
| Поразка   | 2.   | Січ 1996     | Кубок Гопмана, Австралія    | Тверде    | Мартіна Хінгіс                            | Іва Майолі Горан Іванишевич                       | 1–2      |
| Перемога  | 1.   | Тра 1996     | World Team Cup, Дюссельдорф | Ґрунт     | Якоб Гласек                               | Петр Корда Даніель Вацек                          | 6–3, 6–4 |

## Перемоги на гравцями першої 10-ки
| Сезон    | 1989 | 1990 | 1991 | 1992 | 1993 | 1994 | 1995 | 1996 | 1997 | 1998 | 1999 | 2000 | 2001 | 2002 | 2003 | 2004 | Всього |
| Перемоги | 0    | 2    | 1    | 4    | 4    | 4    | 2    | 5    | 3    | 4    | 1    | 2    | 0    | 0    | 0    | 1    | 33     |

| #    | Гравець               | Рейтинг | Турнір                                           | Покриття   | Р-д  | Рахунок                        | РР   |
| 1990 | 1990                  | 1990    | 1990                                             | 1990       | 1990 | 1990                           | 1990 |
| ---- | --------------------- | ------- | ------------------------------------------------ | ---------- | ---- | ------------------------------ | ---- |
| 1.   | Еміліо Санчес Вікаріо | 7       | Мадрид, Іспанія                                  | Ґрунт      | 2р   | 4–6, 6–4, 6–4                  | 47   |
| 2.   | Еміліо Санчес Вікаріо | 9       | Гштаад, Швейцарія                                | Ґрунт      | ЧФ   | 6–4, 3–6, 6–3                  | 28   |
| 1991 |                       |         |                                                  |            |      |                                |      |
| 3.   | Іван Лендл            | 4       | Нью-Гейвен, США                                  | Тверде     | 3р   | 6–4, 6–4                       | 41   |
| 1992 |                       |         |                                                  |            |      |                                |      |
| 4.   | Іван Лендл            | 10      | Рим, Італія                                      | Ґрунт      | 2р   | 6–4, 2–6, 7–6(7–3)             | 45   |
| 5.   | Джим Кур'є            | 1       | Літні Олімпійські ігри 1992, Барселона           | Ґрунт      | 3р   | 6–4, 6–2, 6–1                  | 44   |
| 6.   | Горан Іванишевич      | 4       | Літні Олімпійські ігри, Барселона                | Ґрунт      | ПФ   | 6–3, 7–5, 6–2                  | 44   |
| 7.   | Джим Кур'є            | 1       | Кубок Девіса, Форт-Верт, США                     | Тверде (i) | RR   | 6–3, 6–7(9–11), 3–6, 6–4, 6–4  | 35   |
| 1993 |                       |         |                                                  |            |      |                                |      |
| 8.   | Андре Агассі          | 8       | Індіан-Веллс, США                                | Тверде     | 2р   | 3–6, 7–6(7–5), 6–4             | 33   |
| 9.   | Борис Бекер           | 4       | Монте-Карло, Монако                              | Ґрунт      | 2р   | 7–6(7–3), 6–3                  | 26   |
| 10.  | Майкл Чанг            | 7       | Connecticut Open, США                            | Тверде     | Ф    | 6–4, 3–6, 6–1                  | 30   |
| 11.  | Джим Кур'є            | 2       | Стокгольм, Швеція                                | Килим (i)  | 3р   | 6–7(5–7), 6–3, 7–6(7–3)        | 21   |
| 1994 |                       |         |                                                  |            |      |                                |      |
| 12.  | Міхаель Штіх          | 2       | Марсель, Франція                                 | Тверде (i) | ПФ   | 6–2, 2–6, 6–4                  | 17   |
| 13.  | Андрій Медведєв       | 7       | Нью-Гейвен, США                                  | Тверде     | ЧФ   | 6–3, 3–6, 7–6(8–6)             | 20   |
| 14.  | Борис Беккер          | 3       | Мастерс Париж, Франція                           | Килим (i)  | 3р   | 7–6(7–3), 7–6(9–7)             | 16   |
| 15.  | Майкл Чанг            | 9       | Париж Мастерс, Франція                           | Килим (i)  | ЧФ   | 6–7(4–7), 6–3, 6–4             | 16   |
| 1995 |                       |         |                                                  |            |      |                                |      |
| 16.  | Євген Кафельников     | 4       | Ніцца, Франція                                   | Ґрунт      | Ф    | 6–4, 6–0                       | 18   |
| 17.  | Міхаель Штіх          | 10      | Галле, Німеччина                                 | Трава      | Ф    | 3–6, 7–6(13–11), 7–6(10–8)     | 13   |
| 1996 |                       |         |                                                  |            |      |                                |      |
| 18.  | Євген Кафельников     | 8       | Мілан, Італія                                    | Килим (i)  | ПФ   | 4–6, 6–2, 6–4                  | 14   |
| 19.  | Борис Беккер          | 5       | World Team Cup, Дюссельдорф                      | Ґрунт      | RR   | 7–6(7–4), 6–4                  | 15   |
| 20.  | Томас Енквіст         | 9       | World Team Cup, Дюссельдорф                      | Ґрунт      | RR   | 6–1, 2–6, 6–3                  | 15   |
| 21.  | Вейн Феррейра         | 6       | Відень, Австрія                                  | Килим (i)  | 1р   | 6–2, 7–6(7–4)                  | 25   |
| 22.  | Піт Сампрас           | 1       | Париж Мастерс, Франція                           | Килим (i)  | 2р   | 6–4, 6–4                       | 23   |
| 1997 |                       |         |                                                  |            |      |                                |      |
| 23.  | Карлос Моя            | 7       | Мюнхен, Німеччина                                | Ґрунт      | ЧФ   | 7–5, 7–6(7–5)                  | 20   |
| 24.  | Євген Кафельников     | 5       | Гштаад, Швейцарія                                | Ґрунт      | 1р   | 6–4, 6–3                       | 28   |
| 25.  | Євген Кафельников     | 4       | Ташкент, Узбекистан                              | Тверде     | ПФ   | 3–6, 7–6(7–5), 6–2             | 28   |
| 1998 |                       |         |                                                  |            |      |                                |      |
| 26.  | Євген Кафельников     | 6       | Антверпен, Бельгія                               | Тверде (i) | 2р   | 6–3, 6–3                       | 26   |
| 27.  | Патрік Рафтер         | 3       | Антверпен, Бельгія                               | Тверде (i) | ПФ   | 7–6(7–4), 7–6(7–2)             | 26   |
| 28.  | Седрік Пйолін         | 10      | Вімблдонський турнір, Лондон                     | Трава      | 1р   | 6–4, 3–6, 4–6, 7–6(7–5), 13–11 | 39   |
| 29.  | Ріхард Крайчек        | 9       | Париж Мастерс, Франція                           | Килим (i)  | 2р   | 6–4, 5–7, 2–5 ret.             | 41   |
| 1999 |                       |         |                                                  |            |      |                                |      |
| 30.  | Тім Генман            | 7       | Відкритий чемпіонат Австралії з тенісу, Мельбурн | Тверде     | 3р   | 7–6(7–5), 6–3, 7–5             | 31   |
| 2000 |                       |         |                                                  |            |      |                                |      |
| 31.  | Євген Кафельников     | 3       | Лондон, Велика Британія                          | Тверде (i) | Ф    | 6–4, 6–4                       | 72   |
| 32.  | Ніколас Лапентті      | 9       | Гамбург, Німеччина                               | Ґрунт      | 1р   | 7–6(7–4), 6–3                  | 41   |
| 2004 |                       |         |                                                  |            |      |                                |      |
| 33.  | Гільєрмо Кор'я        | 4       | Марсель, Франція                                 | Тверде (i) | 2р   | 7–6(7–2), 6–1                  | 122  |